# Yuri Burago
Yuri Dmitrievich Burago (em russo:  Юрий Дмитриевич Бураго) é um matemático russo.
Trabalha com Geometria diferencial e convexa.

## Educação e carreira
Burago estudou na Universidade Estatal de São Petersburgo, onde obteve o doutorado e habilitação, orientado por Victor Zalgaller e Aleksandr Aleksandrov.
Burago é chefe do Laboratório de Geometria e Topologia do Departamento de São Petersburgo do Instituto de Matemática Steklov da Academia de Ciências da Rússia. Participou da elaboração de um relatório da Fundação Estadunidense para a Pesquisa e Desenvolvimento Civil (United States Civilian Research and Development Foundation - CRDF) para os estados independentes da antiga União Soviética.
Foi orientador de Grigori Perelman, que resolveu a conjectura de Poincaré, um dos sete problemas do Prêmio Millenium.

## Obras
- Burago, Dmitri; Yuri Burago, and Sergei Ivanov (12 de junho de 2001) [1984]. A Course in Metric Geometry. [S.l.]: American Mathematical Society (publisher). 417 páginas. ISBN 0821821296 (2001 edition) Verifique |isbn= (ajuda)
- Burago, Yuri; Zalgaller, Victor (fevereiro de 1988) [1980]. Geometric Inequalities. Transl. from Russian by A.B. Sossinsky. [S.l.]: Springer Verlag. ISBN 3540136150[3]

Dentre seus outros livros e artigos incluem-se:
- Geometry III: Theory of Surfaces (1992)[3]
- Potential Theory and Function Theory for Irregular Regions (1969)[3]
- Isoperimetric inequalities in the theory of surfaces of bounded external curvature (1970)[3]